# スラッシュ (フィクション)
スラッシュ(Slash fiction)は、2人以上の男性間における幻想（ボーイズラブ）に焦点を当てたファン・フィクションであり、しばしば性的要素が入る。題材となるキャラクターは、「カノン」の世界（「正典」、「正史」、ファン・フィクションの世界とは違う原作の公式な世界設定を指す）では性的関係のみならず友情関係にも引き込まれていないこともある。また、この言葉は女性キャラクター同士（ガールズラブ、百合）の場合に当てはめることもできるが、別ジャンルとして「フェムスラッシュ」という言葉を用いるファンもいる 。書き手および読者の多くは女性である。
かつては1人もしくはそれ以上の男性キャラクターが露骨な肉体関係に巻きこまれる様子に重きを置いた作品が多かったが、現在は単に男性キャラクターが結びつくファンフィクションがスラッシュと呼ばれることが一般的になっている。
名前の由来は、話の中でのカップリングを示す際にスラッシュ記号(/)を入れたためである。なお、単なる友人関係の場合はアンパサンド(&)が用いられる（たとえば、アメリカにおいてこうしたフィクションの始まりとなった『スタートレック』シリーズのジェームズ・カーク船長と副長のスポックの間の性的関係を描くフィクションはKirk/SpockあるいはK/S、性的関係抜きの友情を描くものはK&Sと書かれる）。

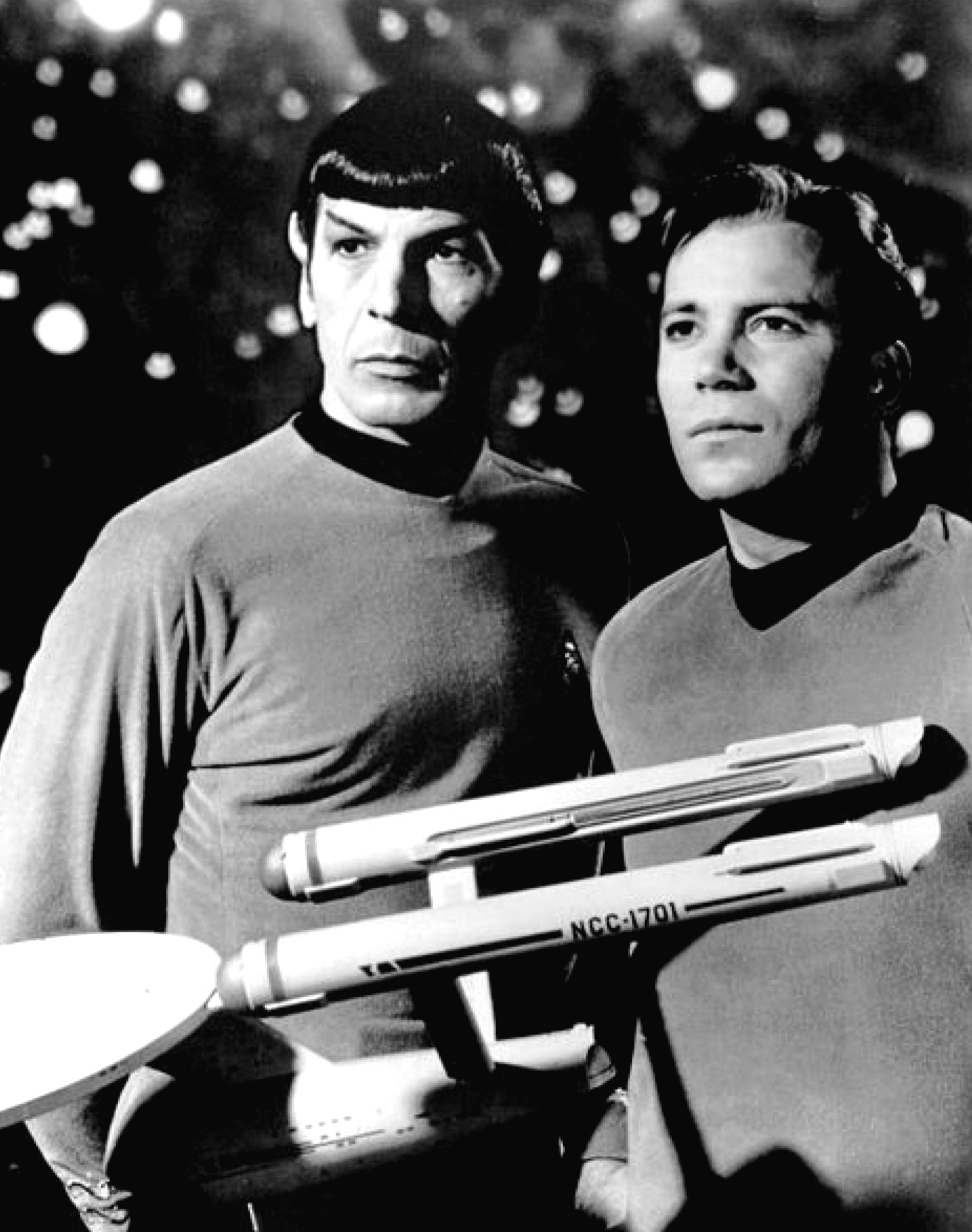
スタートレックのカークとスポック

## 歴史
一般的に、現在のスラッシュの大本となっているのは、『宇宙大作戦（原題：Star Trek）』のファン・フィクションのファン（愛好家）たちの集まり（ファンダム）において作られた "カーク/スポック"の作品群であるとされている。このような作品群は女性のファンが書いてきたとされており、1970年代末に初めて登場した。
スラッシュという名前の由来は、前述の K/S のように、2人の恋愛関係（しばしば性的な関係になることもある）を描いた話を書く際、その2人の名前の間にスラッシュ記号(/)がはいっていることからきており、スラッシュやK/Sといったことばは交互に使われてきた。このような二次創作は『特捜班CI-5』、『刑事スタスキー&ハッチ』, en:Blake's 7などのファン層にも広まり 、ついには、スラッシュそのものを扱ったファンダムまで出来上がった 。
初期のスラッシュでは、カーク/スポックやスタスキー/ハッチのようにメインキャラクター同士のカップリングが多かった一方、 Blake/Avon のように、脇役とのカップリングもあった。
なお、単なる友人関係の場合はアンパサンド(&)が用いられる
初期の K/Sは、『宇宙大作戦』のファン全体には当初受け入れられず、後にジョアンナ・ラスといった作家が論文の中でスラッシュについて研究・発表を行ったことで、学術的な研究地位が与えられた 。
スラッシュの登場から時がたつにつれて、同性愛に対する寛容や受容が進み、マスメディアにおける男性同性愛者に対する描写への不満がスラッシュの主題へと昇華しつつある。『スター・トレック』シリーズのスラッシュのファン層はいまだに重要視されている一方、SFやアクション・冒険もののテレビ番組や映画・小説のスラッシュのファン層も新たに発生してきた。

### スラッシュが発生しやすい作品
スラッシュの誕生以来、スペキュレイティブ・フィクションにおいて作り込まれた女性キャラクターの登場が少ないことや、キャラクターの関係をファンが再解釈しやすいことなどから、そのようなジャンルからインスパイアを受けているスラッシュ作品が多い。しかし、『刑事スタスキー&ハッチ』や『特捜班CI-5』などの場合は、スペキュレイティブ・フィクションの要素はない。
スラッシュは大衆的なメディアで発生し、継続的に新作が出続けており、元の作品の人気とファンダムの活発さには相互関係がある。スラッシュの読者や書き手は、原作に忠実であろうとする傾向にあり、そうしたファン層が個々の2次創作ジャンル（ファンダム）を作り出す。
しかし、原作のファンではないが、スラッシュのファンであるという者もいる。

### インターネットとの邂逅
1990年代前半にインターネットが一般に普及するまで、スラッシュは入手が困難であった。その発表形態はファンによる非営利の同人誌（しばしば「zine」と呼ばれる）しかなかった。こうした同人誌は印刷代のみの値段で、イベント会場で販売されていた。 
インターネットが普及したことにより、ファンや書き手によるスラッシュのコミュニティが形成され、個人出版クラブからメーリングリストへ、また同人誌からfanfiction.netといったウェブサイトへの移行が次第に進んでいった 。このような作品の発表の場がインターネットに移ったことで、書き手にとって視野が広まり、発表される二次創作も増加した。
インターネットによりスラッシュの書き手に自由な発想ができるようになり、ストーリーに分岐やつながりができたり、コラージュがあったり、歌が入っていたりと様々な新要素が作品中に入るようになった。インターネットを通じて、スラッシュの読者は増え自宅に居ながら同人誌より低い費用でスラッシュを読めるようになり、SFやファンタジー、刑事ドラマを中心にファンダムの数は劇的に増加した。また、インターネットはファンが感想や批評を述べたり、スラッシュ自体について議論したりその傾向について意見を述べることも可能にした。
そして『X-ファイル』、『スターゲイト』、『ハリー・ポッター』シリーズ、『バフィー 〜恋する十字架〜』などを題材としたウェブサイト・同人誌が広く知られるようになり、現在でも多くのスラッシュ作品を読むことが可能である。

## 批評・クィア論者の反応
スラッシュは、二次創作のほかのジャンル以上に、学術方面から注目を浴びている 。人間性の研究から発展したカルチュラル・スタディーズの一環として、スラッシュの研究は1990年代前半から注目されるようになった。スラッシュの研究の多くは、他のカルチュラル・スタディーズと同じように、民族の観点からスラッシュにアプローチし、スラッシュの書き手およびスラッシュ作品を中心に形成されたコミュニティについて主に議論した
スラッシュのファンの多くは既存の文化に抵抗するファンである 。
イタリアの人類学者Mirna Ciconiのように、スラッシュ作品のテクストそのものの分析に焦点を当てた研究者もいる。
スラッシュはクィア理論の研究者からは無視されることが多かったが、近年では異性愛の強要が予期されることに対抗する観点からLGBTのコミュニティやクィア達のアイデンティティ形成に重要視される一方 、スラッシュにおけるゲイのコミュニティは現実離れしておりむしろ有名なスペキュレイティブ・フィクションに対するフェミニストの不満が爆発した形だという指摘もある。

## 定義
スラッシュのファンダムは分裂するかのように多様化していき、形成されるまでの経緯・人気作・人気作家の傾向や、ルールやエチケットはファンダムにより異なる。
また、スラッシュは著作権の観点から商業目的の出版はできず、1990年代までは配布されることなく、同人誌として出版されることが多かった. 。
今日、スラッシュはLiveJournalやウェブサイトなどで公表することが可能であり、 記号化した民主主義としてスラッシュが利用できるよう著作権を改正すべきだと声を上げる法律学者もいる。
スラッシュという言葉の定義はあいまいである。
スラッシュの黎明期のテレビや映画などにおいて、キャラクター同士の同性愛関係は原作で言及されておらず、スラッシュを原作から著しくかけ離れた二次創作だともなすものもいた。
このような考えの者にとってスラッシュという言葉は、原作では言及されなかった人物関係について描かれた二次創作のみを指しており、したがって原作でふれた同性愛関係を描いた二次創作はスラッシュではないということになる 。
そのため、近年メディアにおいてゲイおよびバイセクシャルの描写がより明確になり、『バフィー 〜恋する十字架〜』のウィロー・ローゼンバーグとタラ・マックレー、『クィア・アズ・フォーク』の登場人物たち、『ドクター・フー』のキャプテン・ジャック・ハークネスおよび彼を主役としたスピンオフ『秘密情報部トーチウッド』の登場人物たちに関する二次創作はスラッシュに入れるべきかどうか議論が続いている。
「スラッシュは原作にない同性愛関係を描いた二次創作である」という定義を受け入れるとなると、原作で触れられた同性愛関係について書かれた二次創作の立場があいまいになってしまうため、 この定義はあまり広く受け入れられていない。
スラッシュ作品の中には、トランスジェンダーをテーマにしたものもあり、インターセックスのキャラクターを登場させる作者もいる。
その結果、様々なファンダムにおいて、スラッシュの明確な定義についての議論が白熱している。
狭義のスラッシュは男性間のみの同性愛を題材としているため、後述のフェムスラッシュがサブジャンルとして発展した。
日本のアニメや漫画の二次創作においてもスラッシュに該当する作品はあるが、男性間の場合はやおいや少年愛と呼ばれており、女性間ならば少女愛（百合）とそれぞれ住み分けがなされている。
近年インターネット上においてスラッシュの人気が高まり流行になっているせいで、スラッシュという言葉を異性間/同性間問わず単に性的な二次創作について使用する者も出てきた。
その結果、はっきりした定義がないにもかかわらず、スラッシュの作家が作品が性的なものとしてとらえられてしまう懸念を抱き、そのような定義をされると全年齢向けの同性愛作品からスラッシュという単語を抜かざるをえなくなる。
また、世間一般から見たファンフィクションのイメージを調べている多くのジャーナリストから、キャラクターがエロければ、どんなファンフィクションでもスラッシュとして世間から受け止められてしまっているということが明かされている。
そのような定義は性的なスラッシュと恋愛関係を描いたスラッシュ、そしてhet(異性愛を描いたスラッシュ)とgen (ただ単に恋愛を題材とした全年齢向け二次創作)との区別をつきにくくしているという結果をもたらした。
なお同性愛/異性愛、性的かどうかにかかわらず、登場人物の名前の間にスラッシュが入った場合は、恋愛関係にあることを意味している。

## 元の作品におけるスラッシュの扱い
多くの人にとって、スラッシュは激しい論争の的である。
もともとファンフィクションおよびファンアートというものには著作権の問題がつきもので、原作にないシチュエーションを描くということが原作のキャラクターにとって失礼であると考える者もいる 。
だが、原作者もスラッシュに対して非難しづらい立場にある。
原作者による警告のうち、古いものとして、ルーカスフィルムがわいせつな内容のファンフィクションを書くファンに対して法的通知を送ったという事例がある。
また、『ハリー・ポッター』シリーズで有名なJ・K・ローリングとワーナー・ブラザースも、インターネット上でわいせつなファンフィクションを公開するファンに対して警告状(なお、この時の文面はChilling Effectsにて閲覧可能である)を送った。しかし、ローリングが二次創作に否定的かと言えばそうではなく、むしろ二次創作全体を認めており、自分のウェブサイトにファンフィクションへのリンクを張っているほか、"ハリー/ドラコ"や"ハリー／スネイプ"といった原作にはないカップリングを描いたスラッシュを認めている。
また、スラッシュを完全に受け入れている原作者もおり、テレビドラマ「エンジェル」の"A Hole in the World"のDVDコメンタリで原作者であるジョス・ウィードンは、「スパイクとエンジェル…二人はずーっとずーっと長いこと放浪していた。彼等は多くの意味ではみ出し者だった。IF展開を考えたくなる人もいるだろう。どうぞご自由に。彼らは心が広いんだ。」と話している。また、「パワープレー」の回ではスパイクも「エンジェルと俺が親友同士だったってことはない。あのときを除いてはな…。」とイリリアに話している
似たような現象が『ヤング・スーパーマン』や『スーパーナチュラル』、『騎馬警官』といった他作品でも起きていると指摘もある 。
『スーパーナチュラル」』の「神の預言者」（原題：The End Of This Book ）では、ウィンチェスター兄弟が、ありもしない自分たちの関係を題材とした小説のシリーズを読んだり、ネット上でファンたちの集まりを見つけ、スラッシュの執筆を含むファン活動について意見を述べる場面がある。

このことはウィンセスト(主人公たちの名字であるウィンチェスターと、兄弟間の性的行為をさすインセストとの鞄語)と呼ばれるファンたちによってたびたび言及されている。
リバイバル版ドクター・フーの脚本家で、自身もゲイであることを公言しているラッセル・T・デイヴィスは、あらゆる性癖を持つジャック・ハーネスおよび彼を主役としたスピンオフドラマ『秘密情報部トーチウッド』の登場人物はスラッシュのファンにはかなわないと話している
ドクターと6代目マスター（なお、このマスター役のジョン・シムが『時空刑事1973 ライフ・オン・マーズ』で演じたサム・テイラーを扱ったスラッシュも多数存在する）のやりとりから、ファンたちは彼らが以前付き合っていたかもしくは現在惹かれあっていると推測している。
en:Doctor Who: Children in Needでマスターがドクターに対して言った「きみが僕の名前を言うたび、僕はうれしくなる」や、5代目ドクターからマスターがいまだに髭を生やしているかどうか尋ねられた時、10代目が答えた「いや、この時髭はなかったよ。えっ、カミさん?」という台詞は、ファンが「ゲイの男性が世間体の関係から女性と結婚する際、その配偶者が "a beard"と呼ばれる事からこのような発言が生まれた」という推測を起こさせる結果となった。
このように、スラッシュの書き手にネタを与えるような内容は"pre-slashed"と形容され、 "pre-slashed for your convenience"という言葉が使われることもある。

## サブジャンル

### フェムスラッシュ
スラッシュの中でも、フェムスラッシュ（Femslash ,"f/f slash","femmeslash","saffic"とも）は、女性のキャラクター同士の恋愛関係(性的なものも含む)を描いたものである 。
フェムスラッシュの対象となるキャラクターは、原作では異性愛者として描かれている場合が多い 。
この言葉が使われるのは欧米の二次創作に対してのみであり、このような二次創作は日本では百合と呼ばれている 。
異性愛者の女性のスラッシュの書き手は女性間の恋愛について書くことが少ないため、男性間の恋愛を描いたスラッシュと比べるとフェムスラッシュの数は少なく、女性間の恋愛を扱ったファンダムの数も少ない。
スタートレックシリーズにおける代表的なフェムスラッシュに"ジェインウェイ/セブン"があるが、こちらは「深い感情のつながりと対立を伴った」本編中の出来事から発展したものである。
『バフィー 〜恋する十字架〜』のウィロー・ローゼンバーグとタラ・マックレーのような原作において同性愛関係にあるキャラクターの恋愛を描いたファンフィクションがスラッシュに入るべきかどうかの議論が続いているが二人の関係は異性愛の関係よりも純愛ものに近く、ウィロー/タラのフェムスラッシュの書き手にとっては実際の二人の関係とのギャップを埋められるのにちょうどよいとみられており、男性の書き手がフェムスラッシュを書き出したのは比較的最近のことである。

### チャンスラッシュ
チャンスラッシュは、スラッシュの中でも未成年者同士の性的関係を描いたものであり、日本でいうショタコンに該当する。
名前の由来は日本語において幼児や女性名などのあとにつけられる「ちゃん」である 。

### オリジナル・スラッシュ
オリジナル・スラッシュとは、スラッシュ同様男性同士の恋愛を扱っていながら、オリジナルのキャラクター同士の恋愛を描いた小説である。これらの小説はオンラインで公開されることが多く、スラッシュの作者がレイティングや警告文などで使うことが多い。
読者の多くが女性で、作風などが限られたコミュニティで共有されてきた結果、スラッシュはほかのゲイ文学とは読み手の感覚が異なり、情動的関係が重要視され、時にはセックスが物語の中で重要な役割を果たすことがある
性的な同性愛を描いたボーイズラブ（やおい）の漫画や小説が翻訳された結果、このタイプのスラッシュが欧米にも広まった。
スラッシュという単語が二次創作のみをさしていると感じるスラッシュのファンもいるため、オリジナルスラッシュ(オリジナルのボーイズラブも含む)という言葉について論争になることがある